# Юліта Ран
Юліта Ран (справжнє ім’я — Юлія Геннадіївна Тараненко; нар. 17 грудня 1977, Харків) — українська дитяча письменниця, драматург, сценаристка, театральна режисерка, кураторка мистецьких проєктів.

## Життєпис
Народилася 17 грудня 1977 року в місті Харків.
Працювала у друкованих ЗМІ та на телебаченні міста журналісткою («Укрінформ»), сценаристки, телеведучої у програмі «Перша столиця» та інших, робила авторську телевізійну програму «Один день зі справжнім чоловіком».
«Ми у такий спосіб змогли виплеснути те недобре, що нас переповнювало. Всім страшно: в тилу, під обстрілами, на фронті. Але те, що ми можемо сміятися над нашими ворогами, уже робить нас переможцями — на рівні вищому за тілесне, фізичне, буквальне»
З відзнакою закінчила 2007 року Харківський національний університет мистецтв імені Івана Котляревського за спеціальністю «Режисер драматичного театру» (ступінь магістра), з 2010 по 2013 — асистентура, з 2010 по 2014 — викладачка на кафедрі режисури драматичного театру.
Період з 2006 по 2011 роки працювала у Народному дитячому театрі «Каламбур» та приватному театрі «Апарте» як режисерка, драматург, актриса. Вистави, зроблені в цих колективах, ставали лауреатами і переможцями театральних фестивалів. З 2012 по 2014 — керувала авторським театром «Green Magic», де створювала вистави за власними п’єсами. З 2014-го — працює на фрілансі в різноманітних творчих проєктах.
З початком Російського вторгнення в Україну — волонтерка. З жовтня 2022-го — виконувачка обов’язків головного режисера Полтавського академічного обласного театру ляльок (на час перебування головного режисера театру в лавах ТРО ЗСУ).

## Творчість

### Театр
Як драматург та режисерка співпрацювала з театрами Дніпра, Полтави, Чернівців, Харкова, італійського Турину. Є авторкою п'єс та інсценізацій для дітей і дорослих, серед яких «Ріка під рікою», «Синдром Пітера Пена», «EndorphinЫ», «На хвилі», «Три лисички», «Колискова для Сніжинки», «Ромео. Джульєтта. Класична комедія».
Режисерські поставовки на майданчиках творчого центру «Апарте» («Тепло в листопаді», «Ніч на полонині»), Народного дитячого театру «Каламбур» («EndorphinЫ»), театру «Green Magic» («Монологи в стилі джаз», «Ріка під рікою», «Синдром Пітера Пена»), Полтавського театру ляльок («На хвилі»), Харківського літературного музею («У пошуках супергероя») та інших. Режисерка-педагог вистав, створених на кафедрі режисури драматичного театру ХНУМ ім. І.П. Котляревського в рамах курсу «Акторська майстерність» («Білоксі-блюз», «Across The Universe», «TERRиторіA жінок», «Norway.Today» тощо.
Володарка Гран-прі міжнародних фестивалях дитячих театрів за експериментальний театральний проєкт «Отже, вибирати вам», який 2018 року реалізувала як режисерка і драматург в рамках форуму «СлободаКульт». 2020-го стала переможницею Першого Національного конкурсу лібретистів у рамках Першої Української Музично-театральної резиденції Схід-Опера й створила лібрето до опери «Зелене коло» (композитор — Дмитро Малий). Вистава «На хвилі» Полтавського театру ляльок (режисерка і драматург Юліта Ран) отримала перемогу у номінації «Найкраща вистава для дітей» Всеукраїнського театрального фестивалю-премії «GRA».
Під час російського вторгнення в Україну створила драматургічні тексти «Два скетчі про війну» (п’єса отримала перемогу в номінації «Дитяча сцена» Всеукраїнського драматургічного конкурсу «Липневий мед» та увійшла до збірки драматургічних текстів, створених після 24 лютого «Антологія 24») та п’єсу «Всупереч» (прем’єра відбулася у жовтні 2022 на сцені Дніпровського академічного театру драми та комедії «Драміком»). Протягом 2022 року перформативні читання п'єси «Два скетчі про війну» пройшли сценами театрів України: Львівський академічний театр «І люди, і ляльки», Волинський академічний обласний театр ляльок (м. Луцьк), Сумський національний академічний театр драми та музичної комедії імені М. С. Щепкіна.
З жовтня 2022 — в.о. головного режисера Полтавського академічного обласного театру ляльок.
2023 року у видавництві «Ранок» вийшов перший ліцензійний комікс «Пес Патрон і Шкарпетковий монстр». Цього ж року у видавництво «АССА» випустило повість для дітей «Дзеркало бажань».

## Роботи в театрі

### Власні режисерські роботи
Творчий центр «Апарте»
- «Кишеньковий театр» монологи Жана Кокто, поезія Юліти Ран[30]
- «Тепло в листопаді»
- «Ніч на полонині» Олександра Олеся[6]

Народний дитячий театр «Каламбур»
- «EndorphinЫ»

Театр «Green Magic»
- «Монологи в стилі джаз»
- «Ріка під рікою»
- «Синдром Пітера Пена»

Полтавський академічний обласний театр ляльок
- 2019, 23 жовтня — інтерактивна вистава «На хвилі» за власною п'єсою (сценографія — Дар'я Кушніренко; композитор — Павло Савєльєв)[15][31][32][33]

Курсу «Акторська майстерність» (кафедра режисури драматичного театру Харківського національного університету мистецтв ім. Івана Котляревського)
- «Білоксі-блюз»
- «Across The Universe»
- «TERRиторіA жінок»
- «Norway.Today»

### Постановки за п'єсами Юліти Ран
- 2018, 1 червня — «Колискова для Сніжинки»; реж. Тетяна Вітряк (Полтавський академічний обласний театр ляльок)[34][35]
- 2019, 19 жовтня — інклюзивна вистава «Три лисички» за мотивами народних казок; реж. Яна Зеленська (ПТІцентр — ГО Платформа Театральних Ініціатив)[36][37]
- 2020, 27 листопада — «Сонечко та Вітерець»; реж. Яна Зеленська (Харківський театр для дітей та юнацтва)[38]
- 2021 — «Новорічні пригоди геймерів»; реж. Антон Меженін (Дніпровський академічний театр драми і комедії)[39]
- 2022, 15 жовтня — «Всупереч»; реж. Антон Меженін (Дніпровський академічний театр драми і комедії)[9][20][40][41]
- 2023, 29 травня — «Два скетчі про війну»; реж. Юлія Тузова (ГО «Жива лялька», м. Луцьк)[42]
- 2024, 12 жовтня — «Коти волонтери &Со» за п'єсою «Два скетчі про війну»; реж. Юрій Чайка (Хмельницький академічний обласний театр ляльок)[43]

## Відзнаки та визнання
- 2020 — III Всеукраїнський театральний фестиваль-премія «GRA» (м. Київ) — інтерактивна вистава «На хвилі» — переможець у номінації «Найкраща вистава для дітей»[44][45]
- 2022 — Всеукраїнський драматургічний конкурс «Липневий мед» — перемога в номінації «Дитяча сцена» (п'єса «Два скетчі про війну»)[18][46]
- 2022 — премія «Книга року ВВС» — короткий список (повість «Дзеркало бажань»)[47]
- 2023 — премія ТОП-100 від «БараБука»[48][49]
  - номінація «Мальопис року» — переможець (комікс «Пес Патрон і Шкарпетковий монстр»)
  - номінація «Дитяча сцена» — короткий список (повість «Дзеркало бажань»)
- 2023 — щорічний рейтинг «Читомо» — переможець у номінації «Бестселлер в категорії «Дитяча література» (комікс «Пес Патрон і Шкарпетковий монстр»)[50]